# Hands Up! (film, 1917)
Pour les articles homonymes, voir Hands Up!.
Pour plus de détails, voir Fiche technique et Distribution.
Hands Up! est un film américain réalisé par Tod Browning et Wilfred Lucas, sorti en 1917.

## Synopsis
Une jeune fille se sent attiré par un bandit qui attaque à mains armés des trains mais son père va s'en mêler.

## Fiche technique
- Titre : Hands Up!
- Réalisation : Tod Browning et Wilfred Lucas
- Scénario : Al J. Jennings et Wilfred Lucas
- Pays d'origine :  États-Unis
- Format : Noir et blanc - 1,33:1 - Film muet
- Genre : western
- Date de sortie : 1917

## Distribution
- Wilfred Lucas : John Houston
- Colleen Moore : Marjorie Houston
- Monte Blue : Dan Tracy
- Beatrice Van : Elinor Craig
- Kate Toncray : Mme Farley
- Bert Woodruff : Tim Farley